# Tristerix corymbosus
El quintral menos conocido como quitral, cutral, ñipe o liga (Tristerix corymbosus) es una planta hemiparásita siempreverde de la familia de las lorantáceas, de flores hermafroditas y que produce bayas comestibles muy pegajosas de las que se extrae un pegamento llamado viscina que la planta utiliza para adherir las semillas a las ramas de las plantas que parasita.
Posee hojas simples, opuestas, de margen entero, pecioladas, de forma aovada, con los bordes curvados hacia el haz.
Se la encuentra en los bosques templados del centro-sur de Chile y en zonas aledañas del suroeste de Argentina. 

## Sinónimos
- Phrygilanthus tetrandrus - Ruiz & Pav.
- Tristerix tetrandrus - (Ruiz & Pav.) Eichler

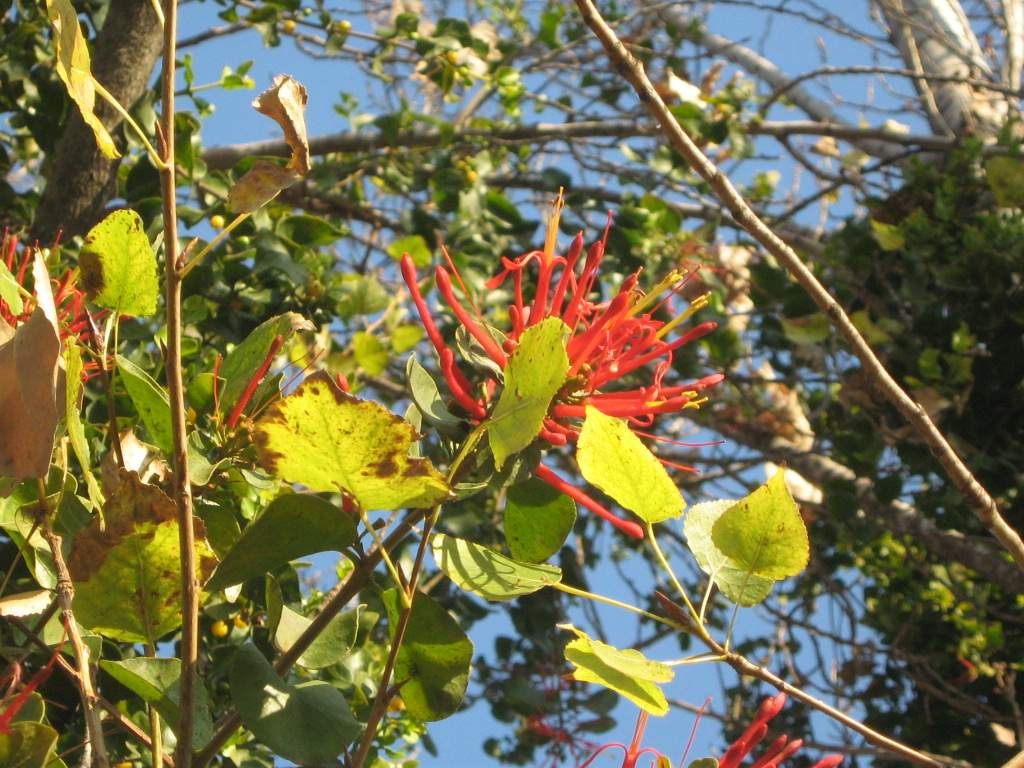
Detalle de una rama florida.